# Liste der Staatsoberhäupter 1299
Übersicht
◄◄ | ◄ | 1295 | 1296 | 1297 | 1298 | Liste der Staatsoberhäupter 1299 | 1300 | 1301 | 1302 | 1303 | ► | ►►

Weitere Ereignisse

## Afrika
- Ägypten (Bahri-Dynastie)
  - Sultan: Ladschin (1297–1299)
  - Sultan: Al-Malik an-Nasir Muhammad (1293–1294) (1299–1309) (1309–1341)

- Algerien (Abdalwadiden)
  - Sultan: Abu Said Uthman I. (1282–1303)

- Äthiopien
  - Kaiser (Negus Negest): Saba Asgad (1298–1299)
  - Kaiser (Negus Negest): Wedem Arad (1299–1314)

- Ifriqiya (Ost-Algerien, Tunesien) (Hafsiden)
  - Kalif: Yahya III. (1294–1301)
  - Kalif: Muhammad II. (1294–1309)

- Kanem-Bornu (Sefuwa-Dynastie)
  - König: Ibrahim I. (1290–1310)

- Königreich Mali
  - König: Sakura (1285–1300)

- Marokko (Meriniden)
  - Sultan: Abu Yaqub Yusuf (1286–1307)

## Amerika
- Inkareich
  - Sinchi: Mayta Cápac (ca. 1290–ca. 1320)

## Asien
- Champa
  - König: Simhavarman IV. (1285–1307)

- China und Mongolei (Yuan-Dynastie)
  - Kaiser: Timur Khan (1294–1307)

- Georgien
  - König: Wachtang III. (1298–1308)

- Reich der Goldenen Horde
  - Khan: Tokta Khan (1291–1312)

- Indien
  - Ahom (Assam)
    - König: Sukhaangphaa (1293–1332)

  - Delhi
    - Sultan: Ala ud-Din Khalji (1296–1316)

  - Hoysala (im heutigen Karnataka)
    - König: Vira Ballala III. (1291–1343)

  - Pandya (in Südindien)
    - König: Maaravaramban Kulasekara Pandyan I. (1268–1308)

- Indonesien
  - Majapahit
    - König: Kĕrtarājasa Jayawardhana (1294–1309)

- Japan
  - Kaiser: Go-Fushimi (1298–1301)
  - Shōgun (Kamakura): Hisaaki (1289–1308)

- Kambuja (Khmer)
  - König: Indravarman III. (1295–1308)

- Kleinarmenien
  - König: Sempad (1296–1299)
  - König: Konstantin III. (1299)
  - König: Hethum II. (1289–1293) (1295–1296) (1299–1307)

- Korea (Goryeo-Dynastie)
  - König: Chungnyeol Wang (1274–1308)

- Osmanisches Reich
  - Sultan: Osman I. (1288–1326)

- Persien
  - Ilchan: Ghazan (1295–1304)

- Ryūkyū-Inseln
  - König: Eiso (1260–1299)

- Seldschuken
  - Rum-Seldschuken
    - Sultan: Mas'ud II. (1282–1284) (1294–1301) (1303–1307)

- Siam
  - Lan Na
    - König: Mangrai (1259–1317)

  - Sukhothai
    - König: Loe Thai (1299–1347)

- Trapezunt
  - Kaiser: Alexios II. (1297–1330)

- Vietnam (Tran-Dynastie)
  - Kaiser: Trần Thuyên (1293–1314)

## Europa
- Achaia
  - Fürstin: Isabella von Villehardouin (1289–1307)

- Andorra
  - Co-Fürsten:
    - Graf von Foix: Roger Bernard III. (1278–1302)
    - Bischof von Urgell: Guillem de Montcada (1295–1308)

- Archipelagos
  - Herzog: Marco II. (1262–1303)

- Athen
  - Herzog: Guido II. de la Roche (1287–1308)

- Bulgarien
  - Zar: Iwan IV. Smilez (1298–1299)
  - Zar: Tschaka Nogai (1299–1300)

- Byzantinisches Reich
  - Kaiser: Andronikos II. (1282–1328)

- Dänemark
  - König: Erik VI. (1286–1319)
  - Schleswig
    - Herzog: Waldemar IV. (1272–1312)

- Deutschordensstaat
  - Hochmeister: Gottfried von Hohenlohe (1297–1303)

- England
  - König: Eduard I. (1272–1307)

- Despotat Epirus
  - Despot: Thomas I. Angelos (1296–1318)

- Frankreich
  - König: Philipp IV. (1285–1314)
  - Alençon und Perche
    - Graf: Karl I. (1291–1325)

  - Armagnac
    - Graf: Bernard VI. (1285–1319)

  - Artois
    - Graf: Robert II. (1250–1302)

  - Astarac
    - Graf: Centulle III. (1291–1300)

  - Aumale
    - Graf: Johann I. (1269–1302)

  - Auvergne (Grafschaft)
    - Graf: Robert VI. (1279–1314)

  - Auvergne (Dauphiné)
    - Dauphin: Robert IV. (1282–1324)

  - Auxerre
    - Graf: Wilhelm von Chalon (1290–1304)

  - Bar
    - Graf: Heinrich III. (1291–1302)

  - Blois
    - Graf: Hugo II. von Châtillon (1292–1307)

  - Bretagne
    - Herzog: Johann II. (1286–1305)

  - Burgund (Herzogtum)
    - Herzog: Robert II. (1272–1305)

  - Burgund (Freigrafschaft)
    - Pfalzgraf: Otto IV. (1279–1303)

  - Champagne
    - Gräfin: Johanna I. (1274–1305)

  - Comminges
    - Graf: Bernard VII. (1295(?)–1312)

  - Dauphiné
    - Graf: Humbert I. (1298–1307)

  - Dreux
    - Graf: Johann II. (1282–1309)

  - Eu
    - Graf: Johann III. (1294–1302)

  - Évreux
    - Graf: Ludwig (1298–1319)

  - Foix
    - Graf: Roger-Bernard III. (1265–1302)

  - Guyenne
    - Herzog: Eduard I. von England (1272–1306)

  - Marche
    - Graf: Hugo XIII. von Lusignan (1270–1303)

  - Narbonne
    - Vizegraf: Amalric II. (1298–1328)

  - Nevers
    - Graf: Ludwig I. (1280–1322)

  - Orange
    - Fürst: Bertrand III. (1282–1335)

  - Penthièvre
    - Graf: Johann II. (1286–1305)

  - Périgord
    - Graf: Elie VII. (1295–1311)

  - Provence
    - Graf: Karl II. (1285–1309)

  - Rethel
    - Gräfin: Johanna (1285–1328)
    - Graf: Ludwig I. (1290–1322) (de iure uxoris)

  - Rodez
    - Graf: Heinrich II. (1274–1304)

  - Sancerre
    - Graf: Stephan II. (1280–1306)

  - Tonnerre
    - Gräfin: Margarete (1273–1309)

  - Vendôme
    - Graf: Johann V. (1271–1315)

- Heiliges Römisches Reich
  - König: Albrecht I. (1298–1308)
  - Kurfürstentümer
    - Erzstift Köln
      - Erzbischof: Wigbold von Holte (1297–1304)

    - Erzstift Mainz
      - Erzbischof: Gerhard II. von Eppstein (1288–1305)

    - Erzstift Trier
      - Erzbischof: Bohemond I. von Warnesberg (1286–1299)

    - Böhmen
      - König: Wenzel II. (1278–1305)

    - Brandenburg
      - Markgraf: Otto IV. (1267–1308)

    - Kurpfalz
      - Pfalzgraf: Rudolf I. der Stammler (1294–1319)

    - Sachsen
      - Herzog: Rudolf I. (1298–1356)

  - geistliche Fürstentümer
    - Hochstift Augsburg
      - Bischof: Wolfhard von Roth (1288–1302)

    - Hochstift Bamberg
      - Bischof: Leopold I. von Gründlach (1296–1303)

    - Hochstift Basel
      - Bischof: Peter von Aspelt (1297–1306) (Erzbischof von Mainz 1306–1320)

    - Erzstift Besançon
      - Erzbischof: Odo de Rougemont (1269–1301)

    - Hochstift Brandenburg
      - Bischof: Volrad von Krempa (1296–1302)

    - Erzstift Bremen-Hamburg
      - Erzbischof: Gisbert von Bronchorst (1273–1306)

    - Hochstift Brixen
      - Bischof: Landulf von Mailand (1295–1300)

    - Hochstift Cammin
      - Bischof: Petrus (1296–1300)

    - Hochstift Chur
      - Bischof: Siegfried von Gelnhausen (1298–1321)

    - Hochstift Eichstätt
      - Bischof: Konrad II. von Pfeffenhausen (1297–1305)

    - Hochstift Freising
      - Bischof: Emicho, Wildgraf von Wittelsbach (1283–1311)

    - Hochstift Genf
      - Bischof: Martin de Saint-Germain (1295–1303)

    - Hochstift Halberstadt
      - Bischof: Hermann von Blankenburg (1296–1303)

    - Hochstift Havelberg
      - Bischof: Johann II. (1292–1304)

    - Hochstift Hildesheim
      - Bischof: Siegfried II. von Querfurt (1279–1310)

    - Hochstift Konstanz
      - Bischof: Heinrich II. von Klingenberg (1293–1306)

    - Hochstift Lausanne
      - Bischof: Guillaume II. de Champvent (1273–1301)

    - Hochstift Lübeck
      - Bischof: Burkhard von Serkem (1276–1317)

    - Hochstift Lüttich
      - Bischof: Hugo III: von Chalon (1295–1301) (1301–1312 Erzbischof von Besançon)

    - Erzstift Magdeburg
      - Erzbischof: Burchard II. von Blankenburg (1296–1305)

    - Hochstift Meißen
      - Bischof: Albrecht III., von Leisnig (1296/7–1312)

    - Hochstift Merseburg
      - Bischof: Heinrich III. von Ammendorf (1283–1301)

    - Hochstift Metz
      - Bischof: Gérard de Rhéninghe (1297–1302)

    - Hochstift Minden
      - Bischof: Ludolf von Rostorf (1295–1304)

    - Hochstift Münster
      - Bischof: Everhard von Diest (1275–1301)

    - Hochstift Naumburg
      - Bischof: Bruno von Langenbogen (1285–1304)

    - Hochstift Osnabrück
      - Bischof: Ludwig von Ravensberg (1297–1308)

    - Hochstift Paderborn
      - Bischof: Otto von Rietberg (1277–1307)

    - Hochstift Passau
      - Bischof: Bernhard von Prambach (1285–1313)

    - Hochstift Ratzeburg
      - Bischof: Hermann von Blücher (1291–1309)

    - Hochstift Regensburg
      - Bischof: Konrad V. von Luppurg (1296–1313)

    - Erzstift Salzburg
      - Erzbischof: Konrad IV. von Fohnsdorf (1291–1312)

    - Hochstift Schwerin
      - Bischof: Gottfried I. von Bülow (1292–1314)

    - Hochstift Sitten
      - Bischof: Boniface de Challant (1290–1308)

    - Hochstift Speyer
      - Bischof: Friedrich von Bolanden (1272–1302)

    - Hochstift Straßburg
      - Bischof: Konrad III. von Lichtenberg (1273–1299)
      - Bischof: Friedrich I. von Lichtenberg (1299–1306)

    - Hochstift Toul
      - Bischof: Johann I. von Sierck (1296–1305) (1291–1296 Bischof von Utrecht)

    - Hochstift Trient
      - Bischof: Philipp Buonacolsi (1289–1303)

    - Hochstift Utrecht
      - Bischof: Wilhelm II. Berthout (1296–1301)

    - Hochstift Verden
      - Bischof: Konrad I. von Braunschweig-Lüneburg (1269–1300)

    - Hochstift Verdun
      - Bischof: Johann III. von Richericourt (1297–1302)

    - Hochstift Worms
      - Bischof: Emicho, Raugraf von Baumburg (1294–1299)
      - Bischof: Eberwin von Cronberg (1299–1303)

    - Hochstift Würzburg
      - Bischof: Manegold von Neuenburg (1287–1303)

  - weltliche Fürstentümer
    - Anhalt
      -  Anhalt-Aschersleben
        - Fürst: Otto I. (1266–1304)

      -  Fürstentum Anhalt-Bernburg
        - Fürst: Bernhard II. (1287–1318)

      -  Anhalt-Zerbst
        - Fürst: Albrecht I. (1298–1316)

    - Baden
      - Markgraf: Friedrich II. (1291–1333)

    - Bayern
      - Niederbayern
        - Herzog: Otto III. (1290–1312)
        - Herzog: Stephan I.: (1290–1310)

      - Oberbayern
        - Herzog: Rudolf I. (1294–1317)
        - Herzog: Ludwig IV. (1294–1347)

    - Berg
      - Graf: Wilhelm I. (1296–1308)

    - Brabant, Limburg und Niederlothringen
      - Herzog: Johann II. (1294–1312)

    - Herzogtum Braunschweig-Lüneburg
      - Braunschweig-Grubenhagen
        - Herzog: Heinrich I. (1291–1322)

      - Braunschweig-Lüneburg
        - Herzog: Otto II. der Strenge (1277–1330)

      - Braunschweig-Wolfenbüttel
        - Herzog: Albrecht II. der Fette (1292–1318)

    - Flandern
      - Graf: Guido I. (1278–1305)

    - Geldern
      - Graf: Rainald I. (1271–1318)

    - Hanau
      - Herr: Ulrich I. (1281–1305/06)

    - Hennegau
      - Graf: Johann (1280–1304)

    - Hessen
      - Landgraf: Heinrich I. (1247–1308)

    - Hohenzollern
      - Graf: Friedrich VII. (1297/98–1309)

    - Holland
      - Graf: Johann I. (1296–1299)
      - Graf: Johann II. (1299–1304)

    - Holstein
      - Holstein-Kiel
        - Graf: Johann II. (1263–1316)

      - Holstein-Pinneberg
        - Graf: Adolf VI. (1290–1315)

      - Holstein-Plön
        - Graf: Gerhard II. (1290–1312)

      - Holstein-Rendsburg
        - Graf: Heinrich I. (1290–1304)

      - Holstein-Segeberg
        - Graf: Adolf V. (1273–1308)

    - Jülich
      - Graf: Gerhard VII. (1297–1328)

    - Kärnten
      - Herzog: Otto III. (1295–1310)

    - Kleve
      - Graf: Dietrich VI./VIII. (1275–1305)

    - Limburg: siehe Brabant
    - Lippe
      - Herr: Simon I. (1273–1344)

    - Lothringen (Herrscherliste)
      - Oberlothringen
        - Herzog: Friedrich III. (1251–1303)

    - Luxemburg
      - Graf: Heinrich VII. (1288–1313)

    - Mark
      - Graf: Eberhard II. (1277–1308)

    - Mecklenburg
      - Fürst: Heinrich I. (1264–1302)

    - Markgrafschaft Meißen
      - Markgraf: Friedrich I. (1292/1307–1323)

    - Namur
      - Graf: Johann I. (1297–1331)

    - Nassau
      - walramische Linie
        - Graf: Ruprecht VI. (1298–1305)

      - ottonische Linie (ab 1290 gemeinsam – 1303 Teilung in Dillenburg, Hadamar und Siegen)
        - Graf: Emich I. (1290–1303)
        - Graf: Heinrich III. (1290–1303)
        - Graf: Johann I. (1290–1303) (1303–1328 Graf von Nassau-Dillenburg)

    - Nürnberg
      - Burggraf: Johann I. (1297–1300)

    - Oldenburg
      - Alt-Bruchhausen
        - Graf: Hildebold I. (1278–1310)

      - Neu-Bruchhausen
        - Graf: Gerhard I. (1278–1310)

      - Delmenhorst
        - Graf: Otto II. (1278–1304)

      - Oldenburg
        - Graf: Johann II. (1285–1315)

    - Ortenberg
      - Graf: Heinrich III. (1297/1321–1345)

    - Österreich
      - Herzog: Albrecht I. (1282–1308)

    - Pommern
      - Pommern-Stettin
        - Herzog: Otto I. (1295–1344)

      - Pommern-Wolgast
        - Herzog: Bogislaw IV. (1295–1309)

    - Ravensberg
      - Graf: Otto III. (1249–1306)

    - Saarbrücken
      - Graf: Simon IV. (1271–1308)

    - Sachsen-Lauenburg
      - Bergedorf-Mölln
        - Herzog: Johann II. (1296–1321)

      - Ratzeburg
        - Herzog: Albrecht III. (1296–1308)
        - Herzog: Erich I. (1296–1361)

    - Schwerin
      - Schwerin
        - Graf: Gunzelin V. (1296–1307)

      - Wittenburg
        - Graf: Nikolaus I. (1274–1323)

    - Steiermark
      - Herzog: Albrecht I. (1282–1308)

    - Tecklenburg
      - Graf: Otto IV. (1285–1307)

    - Tirol
      - Graf: Otto (1295–1310)

    - Veldenz
      - Graf: Walter (1298–1327)

    - Waldeck
      - Graf: Otto I. (1271–1305)

    - Weimar-Orlamünde
      - Graf: Otto IV. (1285–1305)
      - Graf: Hermann IV. (1285–1319)

    - Württemberg
      - Graf: Eberhard I. (1279–1325)

    - Zweibrücken
      - Graf: Walram I. (1282–1309)

- Italien
  - Este
    - Markgraf: Francesco I. (1285–1312)

  - Ferrara, Modena und Reggio
    - Herr: Azzo VIII. d’Este (1293–1308)

  - Kirchenstaat
    - Papst: Bonifatius VIII. (1294–1303)

  - Mailand
    - Stadtherr: Matteo I. Visconti (1287–1302) (1310–1322)

  - Mantua
    - Reichsvikar: Bardellone Bonacolsi (1291–1299)
    - Reichsvikar: Guido Bonacolsi (1299–1309)

  - Montferrat
    - Markgraf: Johann I. (1290–1305)

  - Neapel
    - König: Karl II. (1285–1309)

  - Rimini
    - Herr: Malatesta da Verucchio (1295–1312)

  - Saluzzo
    - Markgraf: Manfred IV. (1296–1340)

  - Savoyen
    - Graf: Amadeus V. (1285–1323)

  - Sizilien
    - König: Friedrich II. (1296–1337)

  - Tarent
    - Fürst: Philipp I. von Tarent (1294–1332)

  - Venedig
    - Doge: Pietro Gradenigo (1289–1311)

  - Verona
    - Podestà: Alberto I. (1277–1301)

- Litauen
  - Großfürst: Vytenis (1293–1316)

- Livland
  - Landmeister: Gottfried von Rogge (1298–1307)

- Monaco
  - Seigneur: Rainier I. (1297–1301)

- Norwegen
  - König: Erik II. Magnusson (1280–1299)
  - König: Haakon V. (1299–1319)

- Polen
  - Seniorherzog: Wenzel I. (1296–1305) (ab 1300 König)
  - Pommerellen ab 1299 zu Polen
    - Herzog: Władysław I. Ellenlang (1296–1299)

- Portugal
  - König: Dionysius (1279–1325)

- Russland
  - Moskau
    - Fürst: Daniel (1283–1303)

  - Wladimir
    - Großfürst: Andrej II. (1294–1304)

- Schottland
  - König: Thronvakanz (1296–1306)

- Schweden
  - König: Birger I. Magnusson (1290–1318)

- Serbien
  - Fürst: Stefan Uroš II. Milutin (1282–1321)

- Spanien
  - Aragón
    - König: Jakob II. (1291–1327)

  - Cerdanya
    - Graf: Jakob II. (1276–1311)

  - Granada (Nasriden)
    - Emir: Muhammad II. al-Faqih (1273–1302)

  - Kastilien-León
    - König: Ferdinand IV. (1295–1312)

  - Mallorca
    - König: Jakob II. (1276–1311)

  - Navarra
    - Königin: Johanna I. (1274–1305)

  - Urgell
    - Graf: Ermengol X. (1268–1314)

- Ungarn
  - König: Andreas III. (1290–1301)

- Walachei
  - Fürst: Tihomir (1298–1310)

- Zypern
  - König: Heinrich II. (1285–1324)